# Centrocerum elegans
Centrocerum elegans là một loài bọ cánh cứng trong họ Cerambycidae.